# 瀬川修
瀬川 修（せがわ おさむ、1950年（昭和25年）2月28日 - ）は、日本の実業家。神奈川県出身。三菱地所レジデンス顧問・元代表取締役副社長。

## 人物・経歴
神奈川県出身。上智大学法学部卒業。1971年藤和不動産入社。2000年同社首都圏販売事業部長、同社取締役。2005年同社首都圏事業本部販売事業部長。2006年同社常務取締役。2009年同社代表取締役副社長。2011年三菱地所、三菱地所リアルエステートサービス、藤和不動産の住宅分譲事業の統合により三菱地所レジデンスが発足。これに伴い、同社代表取締役副社長に就任。東日本事業部門を統括。その後、同社顧問に就任。